# Räggler och paschaser
Räggler och paschaser är två samlingar vers och prosa på landsmål av Gustaf Fröding. De utgavs 1895 och 1897.